# Campionati africani di atletica leggera 2018 - Lancio del martello femminile
Il concorso del lancio del martello femminile ai Campionati africani di atletica leggera di Asaba 2018 si è svolto il 4 agosto allo Stadio Stephen Keshi.

## Risultati
| Class   | Atleta             | Nazione        | #1    | #2    | #3    | #4    | #5    | #6    | Risultati | Note             |
| ------- | ------------------ | -------------- | ----- | ----- | ----- | ----- | ----- | ----- | --------- | ---------------- |
| Oro     | Soukaina Zakkour   | Marocco        | 68.28 | x     | x     | 64.43 | x     | x     | 68.28     | Record nazionale |
| Argento | Temilola Ogunrinde | Nigeria        | 62.09 | x     | 66.57 | 67.39 | 65.36 | 62.26 | 67.39     | Record nazionale |
| Bronzo  | Jennifer Batu      | Rep. del Congo | 60.66 | x     | 58.82 | 66.43 | x     | x     | 66.43     | Record nazionale |
| 4       | Zouina Bouzebra    | Algeria        | 64.48 | x     | x     | 64.09 | 64.49 | 62.64 | 64.49     | Record nazionale |
| 5       | Queen Obisesan     | Nigeria        | x     | 63.02 | x     | 49.76 | 62.02 | 62.44 | 63.02     |                  |
| 6       | Margo Coetzee      | Sudafrica      | 55.45 | x     | 58.28 | 58.86 | 56.42 | x     | 58.86     |                  |
| 7       | Laetitia Bambara   | Burkina Faso   | 56.35 | x     | –     | –     | –     | –     | 56.35     |                  |
| 8       | Roselyn Rakamba    | Kenya          | x     | 48.03 | 55.57 | x     | x     | x     | 55.57     |                  |
|         | Fatou Diocou       | Senegal        | x     | x     | x     |       |       |       | nm        |                  |
|         | Juliane Clair      | Mauritius      | x     | x     | x     |       |       |       | nm        |                  |